# Nagy-Olaszország

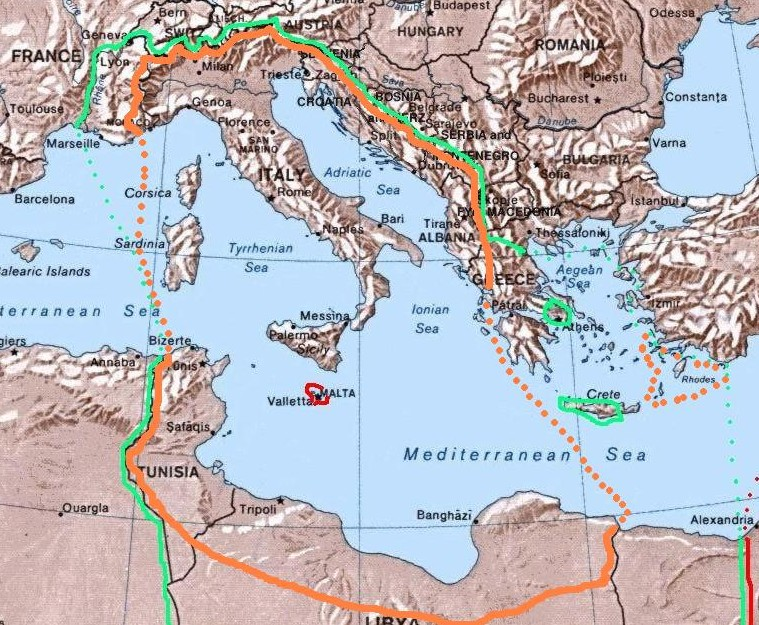
"Nagy-Olaszország" térképe, ahogyan azt az 1940-es években Mussolini kitalálta: a térképen narancs színű vonal jelzi azokat az európai és afrikai területeket, amelyek a birodalomhoz tartoztak volna. A zöld vonal mutatja a ténylegesen elfoglalt területeket (1942. novemberig) és vörös vonal a britek által ellenőrzött területeket.

A Nagy-Olaszország (olaszul: Grande Italia) vagy Birodalmi Olaszország az olasz fasiszták által kitalált ambícióus terv volt, amellyel az ókori Római Birodalom által birtokolt területek egy részét akarták ismét olasz befolyás alá vonni. Az olasz irredenta mozgalom Korzika, Nizza, Dalmácia, Málta mellett a Földközi-tenger térségében minden olyan területet Olaszországhoz akart csatolni, ahol olasz bevándorlók éltek vagy csak az olasz érdekszférához tartozónak tekintették (mint pl. Albánia, Montenegró, Tunézia és Líbia északi része). Az irredenták célja egy olyan gyarmatbirodalom megteremtése volt, ahol a társadalom nem olasz származású tagjait beolvasztották volna az olaszok közé, a végső cél pedig a Földközi-tenger medencéje feletti olasz dominancia visszaszerzése volt, amelyet utoljára a római császárok élvezhettek.

## A mozgalom története
Miután 1936-ban kinevezték a Dodekanészosz szigetek kormányzójává, Cesare Maria De Vecchi fasiszta politikus kezdte el Nagy-Olaszország eszméjét terjeszteni Mussolini fasiszta pártjában. Az általa elképzelt "Birodalmi Olaszország" ("Italia Imperiale") európai és afrikai (a "Negyedik Part" vagy "Quarta Sponda") területeket is magába foglalt volna.
De Vecchi tervei szerint a Birodalom nem csak azokat az európai területeket foglalta volna magában, amelyeket történelmi okok miatt követeltek vissza az olaszok és ahol évszázadok óta jelentős olasz kisebbség élt (mint például Nizza városa, Savoya, Ticino, Venezia Giulia, Dalmácia, Korfu, Málta és Korzika), hanem olyan észak-afrikai területeket Líbiában és Tunéziában, ahol az olasz bevándorlók kolóniákba települtek a 19. század második felében.
1936 után és a második világháború alatt a görög Dodekanészosz szigeteket is ide csatolták és a szigeteket elfoglaló olaszok hamarosan a lakosság erőltetett olaszosításába kezdtek.
De Vecchi terveit Mussolini is támogatta, mivel összhangban voltak saját nagyhatalmi elképzeléseivel, de Olaszország királya, III. Viktor Emánuel ellenezte.
1942-re, amikor az olaszok elfoglalták Korzikát és bevonultak Tunézia területére, a "Nagy-Olaszország" fennhatósága alá képzelt területeket ténylegesen elfoglalták az olaszok. Az egyetlen kivétel Málta szigete volt. Ekkorra azonban Olaszország és Németország helyzete mind az afrikai, mind az európai hadszíntéren meggyengült, ezért a terv politikai aspektusát és az erőltetett asszimilációt soha nem hajtották végre.

## Az első lépés: a Dodekanészosz szigetek
De Vecchi tette meg az első lépéseket az Italia Imperiale felé, amikor 1936-ban kinevezték a Dodekanészosz szigetek olasz főkormányzójává és egyik első intézkedéseként az olaszt tette meg hivatalos nyelvnek. Ezen felül 7000 olasz telepest telepített le Rodoszon és a környező szigeteken. 1940-ben a Fasiszta Nagytanács (Gran Consiglio del Fascismo) tagjaként javaslatot tett arra, hogy az olasz állam annektálja a Dodekanéz és az Jón-szigeteket is (amelyeket egykor Velence és Genova birtokolt).

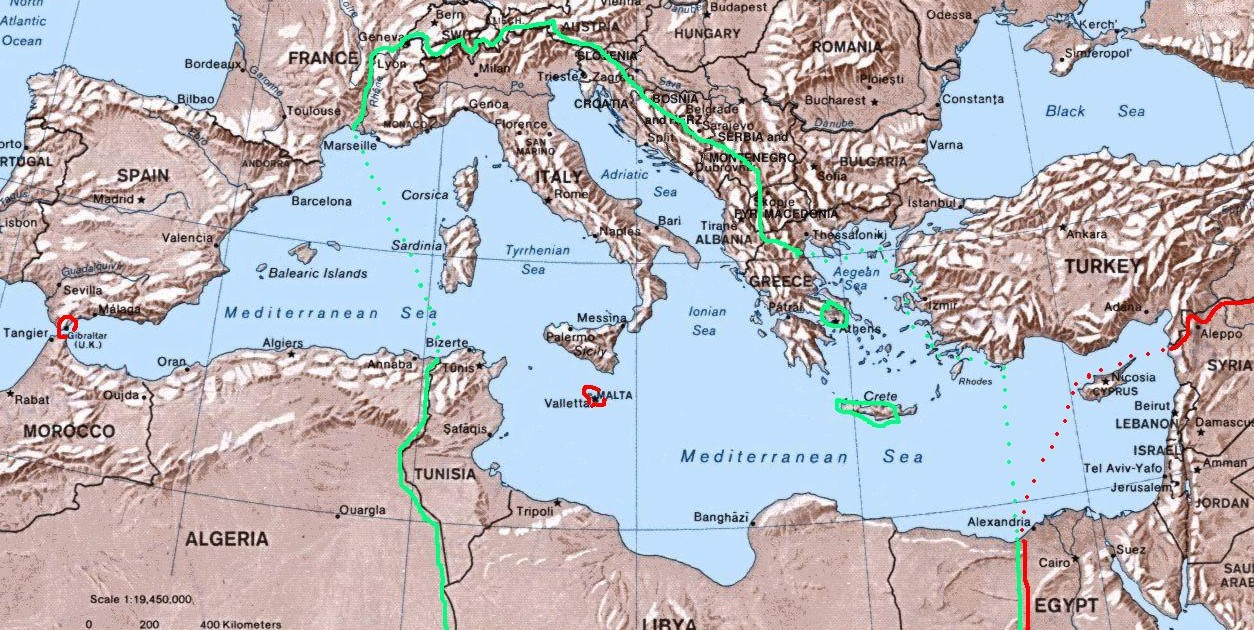
A Földközi-tenger térsége 1942-ben. Zöld vonal jelzi a Mussolini által elfoglalt területeket, vörös a brit fennhatóság alatt álló területeket.

## Második lépés: a "negyedik part"
Egy másik olasz fasiszta vezető, Italo Balbo aktívan támogatta az olasz kolóniák fejlődését Líbia part menti területein, miután véget vetettek az őslakos arabok gerillaháborújának. Balbo a "negyedik part"-ként (Quarta Sponda) emlegette Líbia északi részét (Olaszország három másik tengerpartja a nyugati, a déli és az adriai).
A líbiai olasz telepesek támogatásának egyik kezdeti motívuma volt a hazai munkanélküliség csökkentése. Miután a belbiztonságot megszilárdították, III. Viktor Emánuel király is bátorította a demográfiai kolonizációt, azaz minél több olasz betelepítését.Mint Líbia kormányzója, Italo Balbo szervezte meg az első 20 000 telepes ("Ventimila") átszállítását egyetlen konvojjal 1938 októberében. 1939-ben további konvojok követték az elsőt és 1940-re közel 110 000 olasz élt Líbiában, a teljes népesség közel 12%-a.
A tervek szerint az 1960-as évekig összesen 500 000 telepesnek kellett volna megérkeznie és ezzel az olaszok a part menti terület népességének 2/3-át adták volna. Természetesen az olasz telepesek kapták meg Líbia legjobb termőterületeit, akik elsősorban  olívaültetvényeket telepítettek. A telepesmozgalom megszervezésével egy állami szervezet, a "Líbiai Kolonizációs Társaság" ("Società libica di colonizzazione") volt megbízva. A társaság végezte el a termőföldek felosztását, a telepesek falvainak felépítését, illetve eszközöket és hiteleket ajánlott fel a betelepülőknek. Emellett az olaszok kiépítették az első egészségügyi ellátóhálózatot (a nagyobb városokban), illetve gondoskodtak a háború során megritkult nyájak feltöltéséről. Ennek ellenére az arab népesség kevés szimpátiát érzett az olasz betolakodókkal szemben.

## A harmadik lépés: A Balkán nyugati része
1941 tavaszára Mussolini – igaz csak német segítséggel  legyőzte Görögországot és befejezte a Balkán nyugati tengerpartjának meghódítását. a dalmát hadjárat után Vittorio Ambrosio tábornok, az olasz csapatok parancsnoka, védelmi vonalat épített ki Ljubljana és Montenegró északi része között, amelyet később az olasz vezetők a későbbi Nagy-Olaszország balkáni határvonalának tartottak. A határokon belül volt Montenegró, Albánia és az epiruszi központú Pindus Hercegség is.
De Vecchi tervei szerint Korfu (ahol szintén jelentős olasz lakosság élt), a Jón-szigetek és az Égei-tengeri szigetek déli tagjai (amelyeket korábban Velence birtokolt), illetve Híosz szigete (amely Genova birtoka volt) tartozott volna még Nagy-Olaszországhoz.
A tengelyhatalmak győzelme esetén Mussolini abban reménykedett, hogy a béketárgyalások során magának tudja kialkudni Kréta szigetét is (amelynek nagy része akkor német megszállás alatt volt) és a környező kisebb szigeteket is, amely összekötötte volna az olasz Jón-szigeteket a szintén olasz megszállás alatt lévő Dodekanészosz szigetekkel. Egyes olasz vezetők még ennél is merészebb álmokat dédelgettek és a Birodalmi Olaszország részének akarták Egyiptomot, Szudánt és a kelet-afrikai olasz gyarmatokat is. A második világháborúban elszenvedett vereség azonban minden olasz nagyhatalmi törekvésnek véget vetett.

## Olasz kisebbségek "Nagy-Olaszország" területén

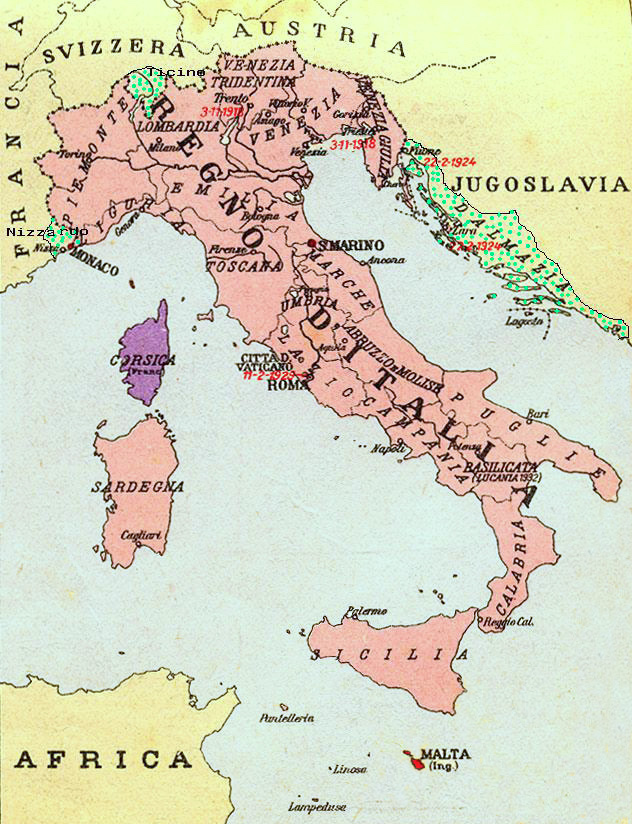
Az olaszok által követelt területek térképe az I. világháború után

Az olasz irrendentisták követeléseinek alapja a legtöbb esetben az volt, hogy jelentős olasz kisebbség lakott azokon a területeken, amelyekből "Nagy-Olaszországot" akarták megteremteni. Ahol ez nem állt rendelkezésre, mint pl. Líbiában, ott állami támogatással kívánták betelepíteni a szükséges olasz népességet.
Az 1940-es években a következőképpen alakult az egyes területek olasz lakossága:
- Nizza és környéke: 4000–9000 fő
- Szavojai olaszok: >100
- Svájc: 430 000 fő
- Isztriai-félsziget: 270 000 fő
- Dalmát olaszok: 50 000 fő
- Korfun és az Jón-szigeteken élő olaszok: kb. 500 fő
- Albániában élő olasz telepesek: 3000–11 000 fő
- Pindoszi Fejedelemség (Görögország északi részén): -
- Dodekanészosz szigetek: 7015 fő (1936-os adat)
- Máltai olaszok: 70 000 fő
- Korzikai olaszok: 40 000 fő
- Líbiai olasz telepesek: 108 419 fő (1939-es adat)
- Tunéziai olaszok: 89 216 fő (1937-es adat)

## Lásd még
- Olaszország történelme

## További irodalom
- Baioni, Massimo. Risorgimento in camicia nera. Carocci. Arezzo, 2006.
- Blitzer, Wolf. Century of War. Friedman/Fairfax Publishers. New York, 2001 ISBN 1-58663-342-2
- Chapin Metz, Helen. Libya: A Country Study. GPO for the "Library of Congress". Washington, 1987.
- De Felice, Renzo Interpretations of Fascism (translated by Brenda Huff Everett). Harvard University Press. Cambridge, 1977 ISBN 0-674-45962-8.
- De Felice, Renzo. Mussolini l'Alleato: Italia in guerra 1940-1943. Rizzoli Ed. Torino, 1990.
- Del Boca, A. Le guerre coloniali del fascismo Laterza. Roma, 1991
- Galeotti, Carlo. Credere obbedire combattere - I catechismi fascisti  Stampa Alternativa. Milano, 1996.
- Lamb, Richard. Mussolini as Diplomat. Fromm International Ed. London, 1999 ISBN 0-88064-244-0
- Payne, Stanley G. A History of Fascism, 1914-45. University of Wisconsin Press. Madison, Wisc., 1995 ISBN 0-299-14874-2
- Rosselli, Alberto. Storie Segrete. Operazioni sconosciute o dimenticate della seconda guerra mondiale Iuculano Editore. Pavia, 2007